# 일반 최상위 도메인

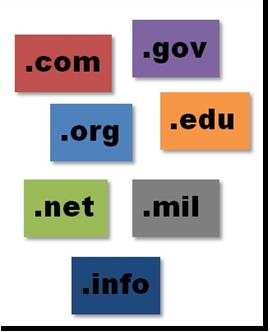

일반 최상위 도메인(generic top-level domain, gTLD)는 특정한 조직 계열에 따라 사용되는 최상위 도메인이다. 도메인의 길이는 3 글자 이상이며 조직의 종류에 따라 사용하는 이름이 다르다.
최상위 도메인은 모든 정규화된 도메인 이름의 마지막 수준이다. 역사적인 이유로 "일반"(generic)이라고 불린다. 처음에는 RFC 920의 국가별 TLD와 대조되었다.
일반 최상위 도메인의 핵심 그룹은 com, net, org, biz 및 info 도메인으로 구성된다. 또한 도메인 이름과 pro도 일반적인 것으로 간주된다. 그러나 등록에는 각각 설정된 지침 내에서 자격 증명이 필요하기 때문에 제한된 것으로 지정된다.
역사적으로 일반 최상위 도메인 그룹에는 도메인 이름 시스템의 초기 개발에서 생성되어 현재 지정된 기관이나 조직의 후원을 받고 특정 유형의 등록자로 제한되는 도메인이 포함되었다. 따라서 도메인 edu, gov, int 및 mil은 이제 jobs와 같은 다른 테마의 최상위 도메인과 함께 후원받는 최상위 도메인으로 간주된다. 지리적 또는 국가 지정이 없는 전체 도메인 그룹(국가 코드 최상위 도메인 문서 참고)은 여전히 일반 TLD라는 용어로 참조되는 경우가 많다.
2018년 3월 기준 gTLD 수는 1,200개 도메인을 초과한다.

## 목록
- .aero - 항공 회사
- .arpa - 도메인 시스템의 기술적 하부 구조 (=Address and Routing Parameter Area)
- .asia - 아시아 지역을 대표
- .biz - 사업
- .cat - 카탈로니아 언어/문화
- .com - 영리 목적의 기업이나 단체, .co.국가로 쓰기도 한다. ex)www.url.co.kr,www.url.co.jp
- .coop - 조합
- .design
- .edu - 미국의 4년제 이상 교육기관.
- .gov - 미국의 연방 정부 조직, .go.국가로 쓰기도 한다. ex)www.url.go.kr
- .info - 정보 관련 (무제한)
- .int - 국제 조약 등으로 만들어진 국제 기관
- .jobs - 취업 관련 사이트
- .mil - 미국의 군사 조직
- .mobi - 휴대 장치를 위한 사이트
- .museum - 미술관과 박물관
- .name - 개인 사용자
- .net - 네트워크를 관리하는 기관
- .org - 비영리 기관, 혹은 다른 gTLD에 해당하지 않는 단체. 역시 .or.국가로 사용하기도 한다. ex)www.url.or.kr
- .pro - 회계사, 의사, 변호사 등의 전문가
- .tel - 전화 네트워크와 인터넷 사이의 연결을 관장하는 서비스
- .travel - 여행사, 항공사, 호텔 등
- .wiki - 위키
- .xxx - 포르노
- .xyz

다음의 일반 최상위 도메인은 승인이 처리되는 중이며, 앞으로 추가될 가능성이 있다:
- .post - 우체국 서비스
- .geo - 지질학 관련 사이트
- .cym - 웨일스어, 웨일스 문화

## 같이 보기
- 인터넷 최상위 도메인 목록
- 최상위 도메인